# Đế Chí
Đế Chí (chữ Hán: 帝挚), Thanh Dương Thị (青阳氏), là một vị vua huyền thoại của Trung Quốc cổ, trị vì khoảng 9 năm thì thiện nhượng. Dù sống vào thời Ngũ Đế, nhưng sử sách không liệt ông vào hàng Ngũ Đế.
Theo Sử ký Tư Mã Thiên, Đế Chí là con của Đế Cốc và Thường Nghi Tu Ty Thị. Sau khi vua cha qua đời, ông lên nối ngôi, nhưng không có tài cai trị nên con vợ cả của Cốc là Thuần Phong Thị Phóng Huân thay ngôi - tức Đế Nghiêu. Sử ký không chép rõ về kết cục của Đế Chí.